# 起伏運動

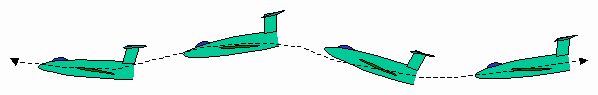
起伏運動示意圖

起伏運動，或稱週期運動。在這種狀態下飛機的機首會因為空氣阻力的關係自然地開始上揚導致飛機爬升，直到角度過大之後因為推力不足速度逐漸降低，最後導致機翼升力不足接近失速，機首突然劇烈地向下開始俯衝，並在俯衝的過程中增加空速；直到速度增加到一個程度機翼能夠產生足夠的上浮力之後，才有辦法將下墜的飛機拉回，並開始進入下一次的上揚爬升階段，重複循環。通常發生在液壓系統損壞，導致各翼面的控制功能失效時發生。

## 曾發生起伏運動的班機
- 日本航空123號班機因維修疏失及金屬疲勞導致機尾爆炸性減壓，並令全機失去液壓控制。
- 聯合航空232號班機因為2號引擎扇葉片製造的瑕疵，運轉時葉片脫離損壞了機上所有的三套液壓系統，常被稱為蘇城空難。
- DHL貨機巴格達遇襲事件此飛機遭飛彈擊中機翼導致喪失液壓控制。

## 外部連結
- 起伏運動的介紹 （页面存档备份，存于）（英文）
- Cranfield Flight Test - Phugoid Demo從影片可見飛行器攻角有小幅度改變，但飛行器仍然穩定。（英文）